# Den inre säkerheten
Den inre säkerheten (tyska: Die innere Sicherheit) är en tysk dramafilm från 2000 i regi av Christian Petzold.
Filmen är den första i Christian Petzolds Ghost-trilogi och följs av Ghosts 2005 och Yella 2007.

## Utmärkelser
Den inre säkerheten vann Tyska filmpriset för bästa film 2001.

## Roller i urval
- Julia Hummer - Jeanne
- Barbara Auer - Clara
- Richy Müller - Hans
- Katharina Schüttler - Paulina
- Bernd Tauber - Achim
- Günther Maria Halmer - Klaus
- Bilge Bingül - Heinrich
- Rogério Jacques - Dieb